# Крејг Фалон
Крејг Ендру Фалон (енгл. Craig Andrew Fallon; 18. децембар 1982 — 15. јул 2019) био је британски џудиста.